# Ельмо Кайла
Ельмо Кайла (фін. Elmo Edvard Kaila 6 лютого 1888, Йокіойнен — 16 травня 1935, Гельсінкі) — фінський громадський і політичний діяч, націоналіст і феноман, учасник Громадянської війни у Фінляндії на стороні Білої гвардії. Організатор підпілля шюцкору в Гельсінкі. Ідеолог Великої Фінляндії, один з лідерів Карельсько Академічної Спілки. Відомий також як науковець-географ.

## Походження, освіта, викладання
Народився в родині лютеранського священника. Старший брат Ельмо Кайли — Тойво Кайла — відомий письменник і дипломат. Молодший брат — Ауно Кайла — офіцер фінських єгерів.
Закінчив Гельсінський університет, в 1908 отримав ступінь бакалавра-мистецтвознавця.
До 1917 викладав економічну географію. Був автором шкільного підручника з географії.
У 13-річному віці Ельмо Едвард змінив шведське прізвище Йоганссон на фінське — Кайла.

## Націоналістичне підпілля
Ельмо Кайла був переконаним націоналістом, феноманом і прихильником фінляндської незалежності. Під час Першої світової війни підтримував кайзерівську Німеччину проти царської Російської імперії. Організовував рух фінляндських єгерів, співпрацював у цьому з Пааво Талвелою. Курував мережу німецьких агентів у Фінляндії, виготовлення підроблених документів і контрабанду зброї.
Після Лютневої революції Кайла відкрито приєднався до Білої гвардії. Особливість позиції Ельмо Кайли полягала в тому, що він вів пропаганду Шюцкора не тільки серед інтелігенції та селянства, а й серед робітничого класу, намагався включати робочих в рух за незалежність.

## Антикомуністичне підпілля. Політичні проекти
Напочатку громадянської війни Кайла знаходився в Гельсінкі. Столиця Фінляндії виявилася під контролем «червоних», орієнтованих на РРФСР.

В комуністах Ельмо Кайла бачив насамперед ворогів незалежності, агентуру «нового видання Російської імперії». Він очолював в Гельсінкі підпільні групи Шюцкора.
 Для нього була характерна характерна обрана роль. Він уникав видимих керівних постів. Але був як риба у воді там, де велися таємні операції. Змовницьке мислення було більшим, ніж друга натура Кайли — воно було частиною його особистості. 
 У березні 1918 змушений був тікати через Таллінн до Берліна. Уже у квітні повернувся до Гельсінкі, зайнятий німецькими військами.
Після перемоги «білих» Кайла виступав за встановлення у Фінляндії пронімецької монархії — оскільки розраховував на перемогу Німеччини в Першій світовій війні і допомогу Берліна в приєднанні Східної Карелії. Поразка Німеччини змусила змінити позицію, Кайла переорієнтувався на Маннергейма. Переконував його встановити військову диктатуру і почати війну за Карелію. Однак ці плани теж не були реалізовані.
Кайла почав виробляти нову програму дій. При всіх тактичних зигзагах головним в його позиції було створення Великої Фінляндії, консолідація всіх територій, населених фінно-угорськими народами. Інші політичні установки підкорялися цій меті.

## Націоналістичний політик. Головування в AKS
Спираючись на авторитет в охоронному корпусі, Ельмо Кайла запропонував програму військової реформи, орієнтовану на неминучу війну проти СРСР за фіно-угорські території. Проект, зокрема, передбачав звільнення з фінських збройних сил офіцерів, що служили в російській царській армії, і заміну їх шюцкорівськими і єгерськими командирами. Це ускладнило відносини Кайли з прихильниками Маннергейма.
Ельмо Кайла вважав за необхідне забезпечення масової народної підтримки фінської армії. Будучи антикомуністом, він досить лояльно ставився до соціал-демократів, що визнавали незалежність Фінляндії. Як і раніше, виступав за зближення Шюцкора з робочим рухом. Ці ідеї проводилися через редаговані Кайлою журнали «Suojeluskuntalaisen Lehden» («Журнал Охоронного корпусу») і «Sanan ja Miekan» («Слово і меч»).
У лютому-березні 1922 Ельмо Кайла взяв активну участь у створенні Карельської Академічної Спілки (AKS) — організаційного та ідейного центру велікофінського руху. Двічі — в 1923–1927 і 1928–1930 — був головою AKS. Проводив у Товаристві лінію Шюцкора і військових націоналістів. Період керівництва Кайли був відзначений воєнізацією AKS.
Формальне головування було не характерним для політичного стилю Кайли. Зазвичай він дистанціювався від публічності, вважаючи за краще «тіньові» методи впливу і керівництва.
Незважаючи на націоналізм і феноманів, Ельмо Кайла був прихильником консолідації фінського і шведського населення на основі велікофінського проєкту, виступав проти дискримінації шведської мови у Фінляндії. Це призводило до конфліктів з крайніми радикалами AKS. Головним конкурентом Ельмо Кайли в боротьбі за лідерство в Товаристві був Еліас Симойокі.

## Вчений зберігач архіву
У 1929 Ельмо Кайла отримав серйозну травму від удару по голові літаковим пропелером. За станом здоров'я змушений був знизити громадсько-політичну активність. Зайнявся науковими дослідженнями в галузі історичної географії.
У 1932 Ельмо Кайла отримав вчений ступінь доктора географічних наук. Був призначений хранителем військового архіву, займав цю посаду до смерті. Помер у віці 47 років.
Сучасні фінські націоналісти вважають Ельмо Кайлу одним із тих, хто присвятив своє життя боротьбі за національне існування Фінляндії.

## Родина
Ельмо Кайла був двічі одружений. У шлюбі з Айно Лююді Погйонен мав доньку Анну-Майю Мартілу. Другою його дружиною була Марта Марія Елеонора Антоні. У цьому шлюбі народилися сини Ермо Едвард і Клаус, а також донька Лаеля Антере.